# Nouveau Parti démocratique de Terre-Neuve-et-Labrador
Le Nouveau Parti démocratique de Terre-Neuve-et-Labrador (New Democratic Party of Newfoundland and Labrador) est un parti politique social-démocrate provincial de Terre-Neuve-et-Labrador (Canada). Il est affilié au Nouveau Parti démocratique fédéral. Le NPD n'a jamais formé le gouvernement provincial.
Lorraine Michael a été élue chef du NPD à l'élection de la direction du parti le 28 mai 2006. Elle a dirigé le parti lors des élections générales de 2007 et de 2011, augmentant chaque fois la part du vote du parti. Lors de l'élection de 2011, le parti remporte un record historique de cinq députés provinciaux sous sa direction.

## Chefs du parti
- John Connors (1970-1974)
- Gerry Panting (1974-1977)
- John Green (1977-1980)
- Fonse Faour (1980-1981)
- Peter Fenwick (1981-1989)
- Cle Newhook (1989-1992)
- Jack Harris (1992-2006)
- Lorraine Michael (2006-2015 ; 2017-2018)
- Earle McCurdy (2015-2017)
- Gerry Rogers (2018-2019)
- Alison Coffin (2019-2021)
- Jim Dinn (depuis 2021)